# Curling
O Curling é um esporte olímpico coletivo praticado em uma pista de gelo cujo objetivo é lançar pedras de granito o mais próximo possível de um alvo, utilizando para isso a ajuda de varredores. O nome do esporte origina-se do verbo em inglês "to curl", que significa "curvar", e se deve ao fato de as pedras serem levemente giradas no ato do lançamento, descrevendo uma parábola em sua trajetória.
Criado por volta do século XVI na Escócia, o esporte teve as primeiras regras elaboradas em 1838. Disseminado pelo mundo através de imigrantes escoceses, o curling é hoje em dia praticado principalmente no Canadá. Em Jogos Olímpicos de Inverno, teve sua primeira aparição em Chamonix 1924, embora esta só tenha sido considerada oficial em 2006. Depois de três aparições como esporte de demonstração, o curling voltou ao programa olímpico em Nagano 1998, sendo disputado até os dias atuais.
As equipes são compostas por quatro jogadores, sendo cada um responsável por lançar duas pedras em cada end, como é chamada cada subdivisão de uma partida. Após o lançamento, os outros jogadores podem varrer o gelo com o objetivo de diminuir o atrito entre a pedra e pista, fazendo-a parar mais longe. Os jogos são disputados, de modo geral, em dez ends, podendo terminar antes se uma das equipes desistir ou for matematicamente eliminada. A pontuação só é determinada ao final do end, e apenas uma equipe pode pontuar em cada etapa. A equipe faz um ponto para cada pedra localizada mais próxima ao centro do alvo que qualquer uma das pedras adversárias.
O curling possui duas variantes. Na disputa de duplas mistas, a principal mudança é a presença de duas pedras posicionadas antes do início do end. Na modalidade em cadeira de rodas, disputada em Jogos Paralímpicos de Inverno desde Turim 2006, as pedras são lançadas com o jogador parado (geralmente com a ajuda de um bastão) e a varrição não é permitida.
As competições mais importantes do esporte são o Campeonato Mundial e os Jogos Olímpicos de Inverno. Entre os países lusófonos e sul-americanos apenas o Brasil possui seleção nacional, que participou em 2009 e 2010 de um desafio continental em busca de vaga no Campeonato Mundial.

## História
{{{annotations}}}

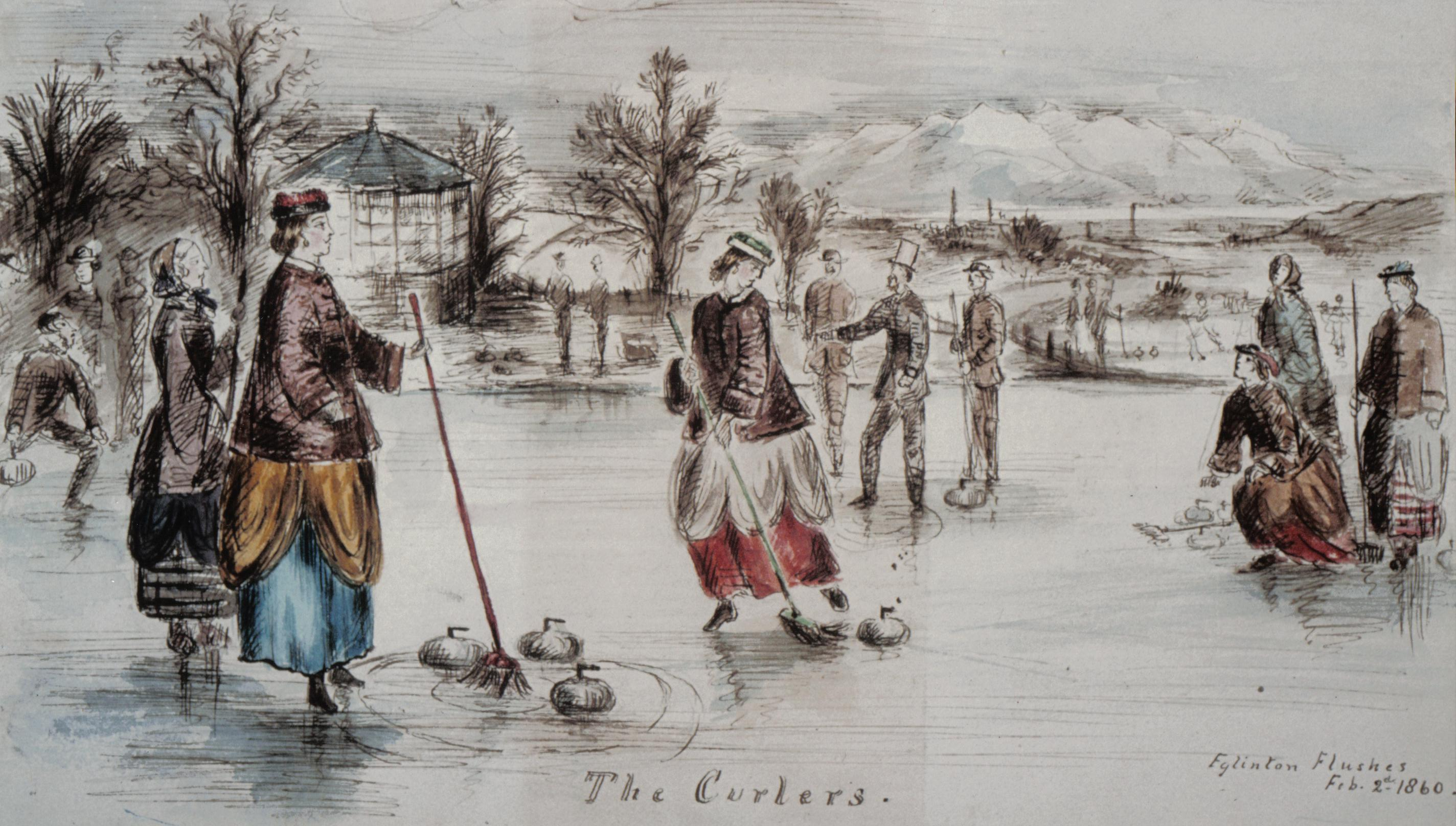
Uma partida de curling em Eglinton Castle, Ayrshire, Escócia, em 1860.

O curling não tem origem exata, mas admite-se que é um dos esportes mais antigos do mundo. Pinturas do artista flamengo Pieter Bruegel retratam uma atividade semelhante ao curling atual sendo praticada sobre lagos congelados. Uma referência escrita em latim no ano de 1540 fala de um desafio entre John Sclater, um monge da Abadia de Paisley, na Escócia, e Hamilton Gavin, um representante do Abade. Também na Escócia foram encontradas, em Dunblane, pedras datadas de 1511 e 1551, outra evidência da origem do curling.
O primeiro clube de curling oficialmente constituído foi o Kilsyth Curling Club, de Kilsyth, Escócia, em 1716. As primeiras regras também foram elaboradas na Escócia e adotadas formalmente como as "Regras do Curling" pelo Grand Caledonian Curling Club, clube formado em Edimburgo em 1838 e que se tornou o órgão gestor do esporte. Em 1843, após assistir a uma apresentação no Palácio de Scone, a Rainha Vitória ficou fascinada pelo jogo e permitiu a mudança no nome do clube para Royal Caledonian Curling Club.
A disseminação do esporte pelo mundo se deu através de emigrantes escoceses durante o Século XIX. Nos dias atuais, o curling é praticado principalmente no Canadá, sendo o Royal Montreal Curling Club o mais antigo clube ainda ativo na América do Norte, fundado em 1807. Nos Estados Unidos, o Orchard Lake Curling Club, primeiro clube do país, foi fundado em 1832 em Detroit. Outros países, como Suécia, Suíça, Noruega e Nova Zelândia, também sofreram influência escocesa no desenvolvimento do curling.

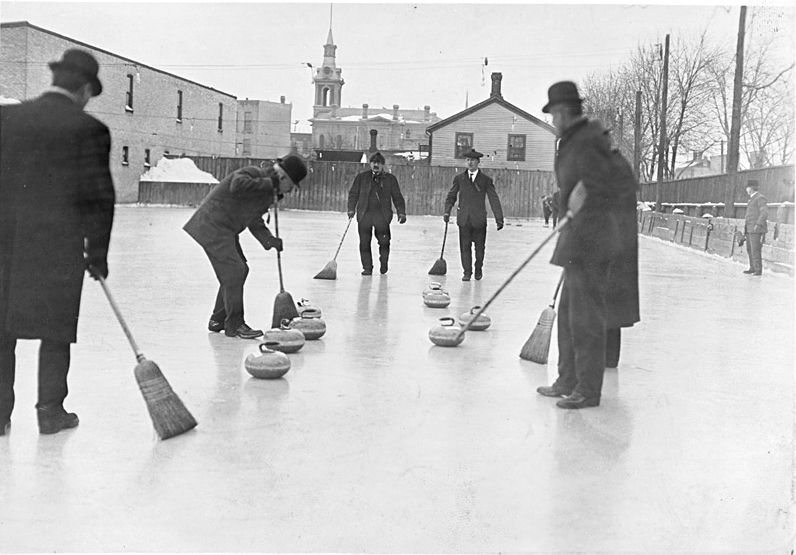
Homens jogam curling em Ontário, Canadá, em 1909.

Há registros da realização de torneios ainda no século XIX, mas nenhum é considerado oficial até os Jogos Olímpicos de Inverno de 1924, em Chamonix, na França. Mesmo esta competição não era considerada pelo Comitê Olímpico Internacional como parte dos Jogos, até que em 2006 uma investigação feita pelo jornal escocês The Herald possibilitou ao COI oficializar os resultados e declarar os vencedores como campeões olímpicos. Na ocasião, a equipe da Grã-Bretanha (nome pelo qual o Reino Unido é tratado no COI) venceu Suécia e França e ficou com o ouro. O primeiro Campeonato Mundial ocorreu em 1959. Ainda sob o nome de Scotch Cup, o torneio foi disputado apenas pelas equipes da Escócia e do Canadá. Nos anos seguintes, mais países aderiram ao campeonato, fazendo com que em 1966 o Royal Caledonian Curling Club fundasse a Federação Internacional de Curling. Em 1991, o nome do órgão foi mudado para Federação Mundial de Curling (WCF).
O Comitê Olímpico Internacional decidiu em 1992 incluir o esporte no programa olímpico, sendo disputado de forma oficial a partir dos Jogos de 1998, em Nagano, Japão, após aparecer como esporte de demonstração em três edições (Lake Placid 1932, Calgary 1988 e Albertville 1992). Participaram oito equipes masculinas e oito femininas. Em 1994, a WCF passou a ter um escritório próprio, se desligando do Royal Caledonian Curling Club. Outras categorias de competição foram criadas nos últimos anos e atualmente o curling faz parte do programa da Universíada, dos Jogos Asiáticos de Inverno e dos Jogos Paralímpicos de Inverno. Além desses eventos ainda há campeonatos mundiais júnior masculino e feminino, de duplas mistas e de seniores.

## Regras do esporte
As regras do curling atualmente em vigor foram definidas pela WCF em junho de 2011.

### Pista
A pista do curling é feita de gelo e tem 45,72 metros (150 pés) de comprimento e 5 metros (16 pés e 5 polegadas) de largura máxima. Próximas a cada extremidade da pista estão marcadas três linhas paralelas àquela: a tee line, localizada exatamente no centro do alvo (chamado "casa") e distante 17,375 metros (57 pés) do centro da pista, a back line ("linha de fundo"), localizada a 1,829 m (6 ft.) da tee line na direção da extremidade da pista, e a hog line, distante 6,401 m (21 ft.) da tee line na direção do centro da pista. Além destas, existem uma linha central ao longo da pista (perpendicular às extremidades) e uma linha sobre a qual é colocado um bloco de apoio usado pelos lançadores (semelhante aos blocos de partida do atletismo).

A pista de jogo. As duas linhas verticais azuis são as hog lines (HOL). As linhas verticais que passam pelos centros das casas são as tee lines (TL), paralelas às back lines (BL), localizadas nos finais de cada casa. Neste esquema também podem ser vistas a linha central (CL) e a linha do bloco de apoio (HA), bem como os quatro círculos concêntricos que formam o alvo.

No cruzamento da tee line e da linha central existe um pequeno buraco (tee), a partir do qual há quatro círculos concêntricos que formam o alvo ("casa"), com raios de 1,829 m (6 ft.), 1,219 m (4 ft.), 0,610 m (2 ft.) e 15,24 cm (6 in.). A temperatura do gelo é mantida em torno de -4,5 °C.

### Pedras

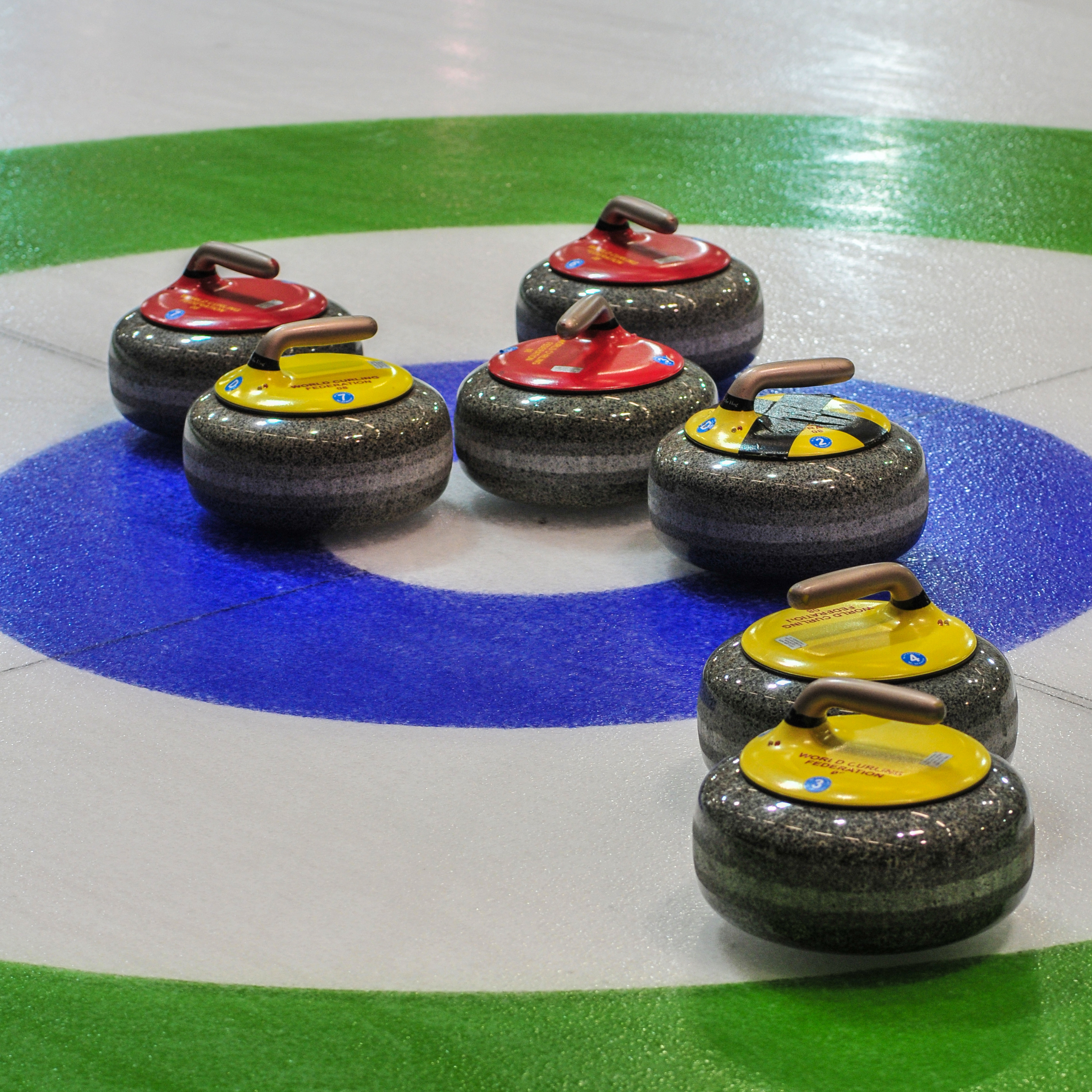
Pedras de granito utilizadas no curling.

As pedras de granito utilizadas no esporte possuem formato circular, com circunferência máxima de 91,44 cm (36 in.), altura máxima de 11,43 cm (4,5 in.) e peso variando entre 17,24 kg (38 libras) e 19,96 kg (44 lb.), incluindo a alça. Cada equipe joga com oito pedras de mesma cor identificadas individualmente. Nenhuma equipe pode fazer qualquer tipo de alteração nas pedras durante o jogo. Caso ocorra algum dano no equipamento, ele pode ser substituído por uma pedra reserva ou (na ausência desta) por uma lançada anteriormente. Se ocorrer uma quebra durante o lançamento, as equipes devem decidir em comum acordo onde a pedra substituta será posicionada.
Durante o lançamento, um dispositivo interno determina se a ação foi válida. Em movimento, uma pedra não pode ser tocada por nenhum jogador, devendo ser removida a pedra tocada por um jogador da equipe à qual a pedra pertence e relançada a pedra tocada por um adversário. Após a hog line da extremidade oposta à de lançamento, uma pedra em movimento tocada pela equipe à qual pertence deve ter sua localização determinada pela equipe adversária, que decide removê-la, deixá-la onde parou ou reposicioná-la. Se a pedra for tocada por um adversário, a outra equipe posiciona a pedra onde acredita que ela pararia se não tivesse sido movida. Se o toque foi causado por um fator externo, as pedras são colocadas onde parariam se o incidente não tivesse ocorrido (se as equipes não concordarem sobre o posicionamento, o último lançamento é repetido e as pedras são colocadas em suas posições originais; se ainda houver discordância, o end é jogado novamente).

### Equipes

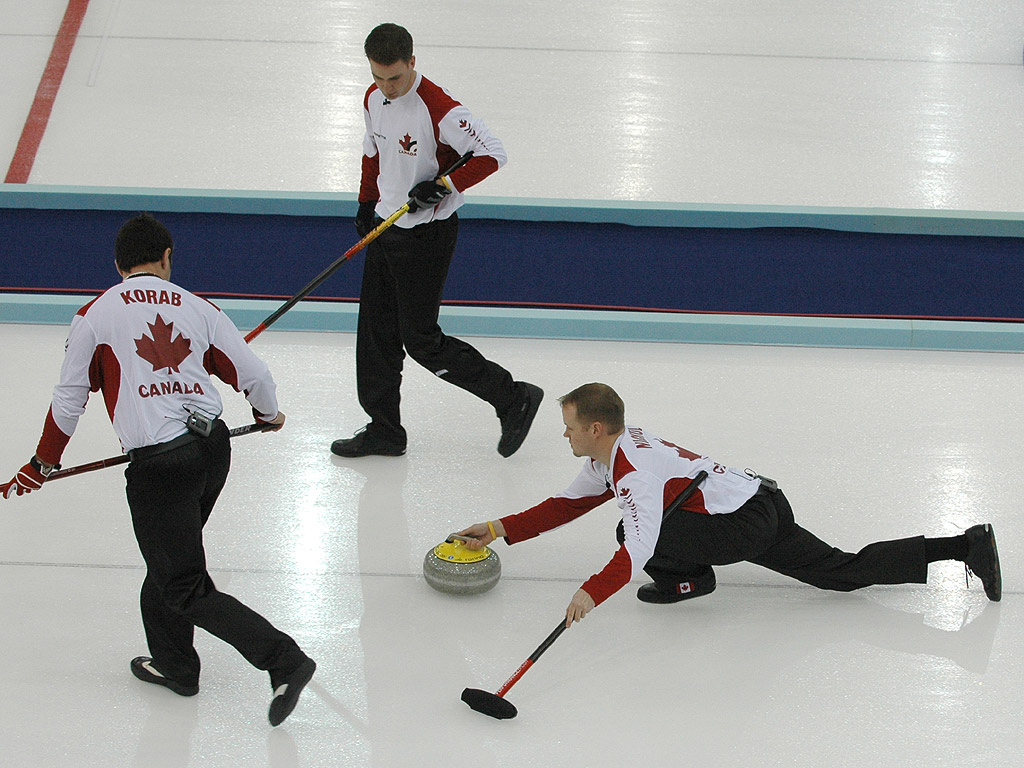
Equipe masculina do Canadá nos Jogos Olímpicos de Inverno de 2006 durante um lançamento.

Cada equipe é composta por quatro jogadores. Cada jogador lança duas pedras em cada end, alternando com a equipe adversária. As equipes devem informar, antes da partida, a ordem dos lançadores, bem como os nomes do capitão e do vice-capitão, devendo usar a mesma rotação durante toda a partida. Se um jogador não puder iniciar uma partida, a equipe pode jogar com três jogadores (com os dois primeiros lançando três pedras cada) ou um reserva pode ser escalado. Se houver uma contusão durante a partida, a equipe pode substituir o jogador machucado ou continuar jogando com três atletas. Nos casos em que não há substituição, o jogador ausente pode entrar (ou retornar) ao jogo em qualquer início de end.
Durante o lançamento de uma pedra, o capitão (ou o vice-capitão, se o capitão for o lançador) fica dentro da casa. O lançador deve se posicionar no bloco de apoio da extremidade oposta da pista. Os outros dois devem estar a postos para o processo de varrição. Os atletas da equipe adversária devem ficar parados, podendo o capitão se posicionar dentro da pista e o lançador se posicionar próximo ao bloco de apoio da extremidade em que os lançamentos são feitos. Nenhum jogador pode interferir diretamente na trajetória das pedras nem distrair os jogadores adversários.

### Lançamento

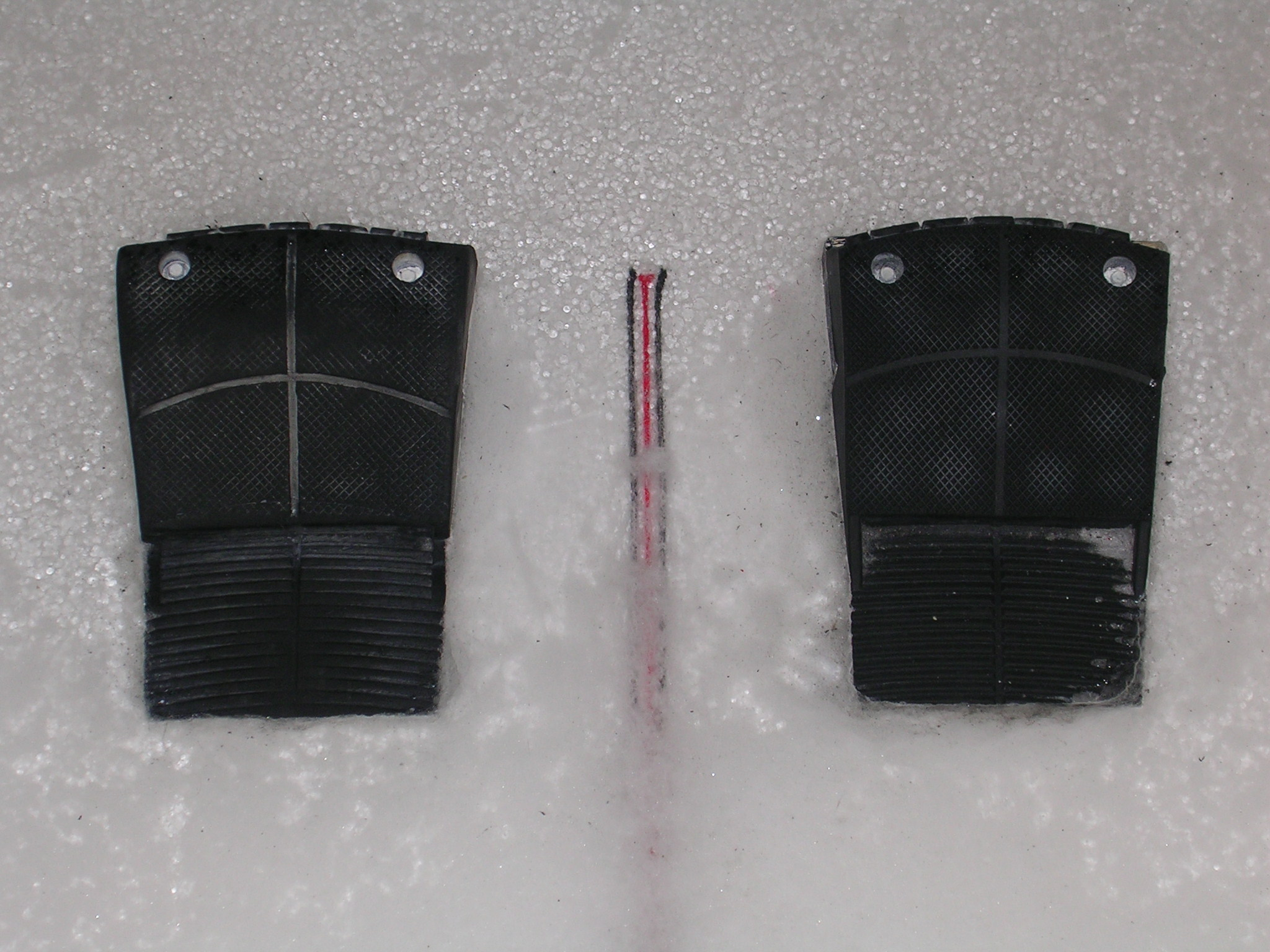
Os blocos de apoio.

O lançamento das pedras deve ser feito a partir dos blocos de apoio, devendo os lançadores destros se apoiarem no bloco da esquerda e os canhotos no bloco da direita. Caso o lançamento seja feito com apoio no bloco errado a pedra deve ser imediatamente removida. No ato do lançamento, a pedra deve estar claramente solta da mão do lançador antes de ultrapassar a hog line próxima deste, sendo removida a que infringir a regra. Em competições, as pedras possuem um dispositivo interno que acende pequenas luzes na alça após o lançamento, verde se não houver uma violação desta regra e vermelha se o lançador não soltar a pedra antes da hog line.
Antes do lançamento, o capitão indica com sua vassoura a posição na casa em que deseja que a pedra pare e define o "peso" da pedra (uma pedra com muito peso gira menos e vai mais longe). Após definir a estratégia do lançamento, o capitão posiciona sua vassoura como uma mira para o lançador (uma posição diferente da de destino, por levar em conta o giro da pedra).
Para efetuar a ação, o lançador se impulsiona no bloco do apoio e desliza a pedra até a hog line, girando-a levemente antes de soltá-la, fazendo com que ela descreva uma parábola antes de parar.
Um lançamento possui quatro elementos fundamentais: posicionamento, timing, equilíbrio e soltura. Há, de modo geral, três tipos de lançamento: guardas (pedras posicionadas entre a hog line e a casa com o objetivo de "esconder" outras pedras, dificultando sua retirada), draws (pedras lentas e de maior precisão, lançadas para se posicionarem em um local exato) e takeouts (pedras rápidas lançadas com o objetivo de retirar uma ou mais pedras adversárias).

#### Zona de Guarda Livre
A Zona de Guarda Livre é o nome dado à região compreendida entre a hog line e a tee line (excluindo a área da casa). Antes do lançamento da quinta pedra de um end, as pedras nesta Zona não podem ser retiradas do jogo, embora possam ser movidas.
A regra da Zona de Guarda Livre foi introduzida em 1991, durante um torneio realizado na cidade de Moncton, Canadá, e, por isso, é conhecida como "Regra Moncton". O objetivo principal é evitar a previsibilidade de um end, já que, sem a obrigatoriedade de manter estas pedras em jogo, uma equipe poderia escolher retirar todas as guardas da equipe adversária (através de takeouts), tornando a partida enfadonha.

### Varrição

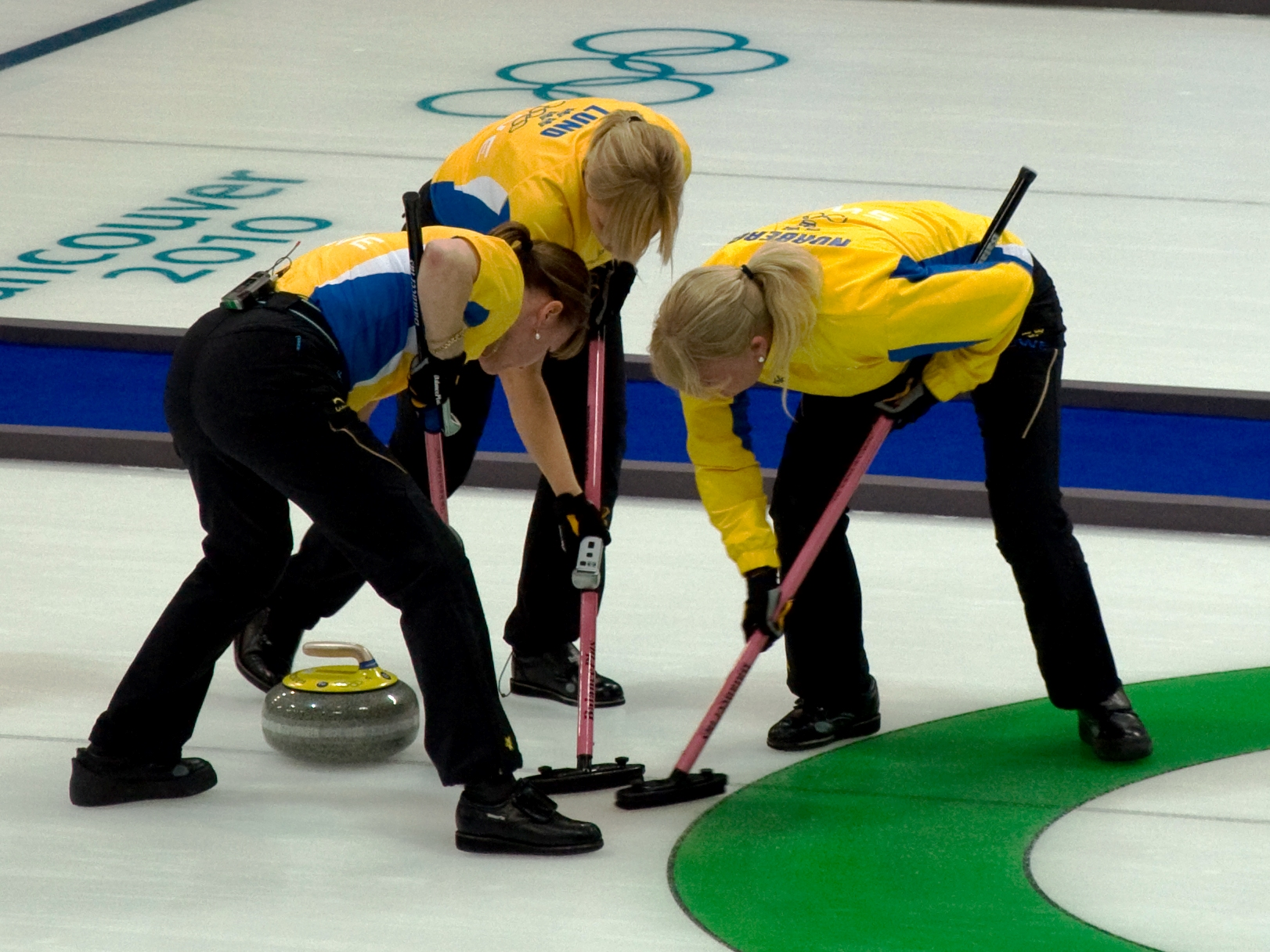
Equipe feminina da Suécia nos Jogos Olímpicos de Inverno de 2010 varre uma de suas pedras.

A varrição no curling é feita por duas razões: para aumentar a temperatura do gelo até o ponto de fusão, fazendo com que o coeficiente de atrito entre a pedra e a superfície (agora líquida) diminua e aquela perca velocidade mais lentamente, atingindo um ponto mais distante do que atingiria se deslizasse sobre o gelo, e para influenciar a curva (parábola) feita pela pedra.
Segundo as regras, a ação deve ser feita lateralmente (movimento paralelo às hog lines). Uma pedra parada só pode sofrer efeito da varrição após entrar em movimento (ao ser atingida, direta ou indiretamente, por uma pedra lançada). Não há limite de varredores para as pedras antes da tee line. Após esta, entretanto, apenas um jogador pode varrer. Qualquer membro da equipe que fez o lançamento pode varrer uma pedra adversária, desde que o faça sozinho e apenas quando a pedra ultrapassar a tee line. Da outra equipe (a que não fez o lançamento), apenas o capitão ou o vice-capitão podem varrer uma pedra adversária.

### Equipamento
Os principais equipamentos de um jogador de curling são vassoura e sapatos. As vassouras podem ser de diferentes materiais. As mais comuns, oferecidas por clubes a jogadores e visitantes, possuem cabo de madeira e extremidade de tecido grosso. Também são comuns as feitas com fibra de vidro, mais leves e resistentes. No esporte de alto nível, entretanto, são usadas vassouras de fibra de carbono. Além de tecido, as extremidades podem ser de pelo de cavalo ou de porco ou ainda de material sintético, e ter três tipos de conexão com o cabo: fixa paralela (mais difícil de controlar durante a varrição), fixa com ângulo (permitindo ao varredor um controle maior) e móvel (proporcionando uma variação de ângulo dependendo do lançamento).
Os sapatos usados no esporte são comuns, e precisam ter boa aderência no gelo a fim de evitar que o jogador escorregue. Entretanto, durante a varrição é importante para o jogador deslizar rapidamente, o que é proporcionado por uma cobertura de material antiaderente, como o Teflon, usada apenas no momento da varrição. Luvas e cronômetros também são geralmente utilizados pelos jogadores.

## Regras de competição

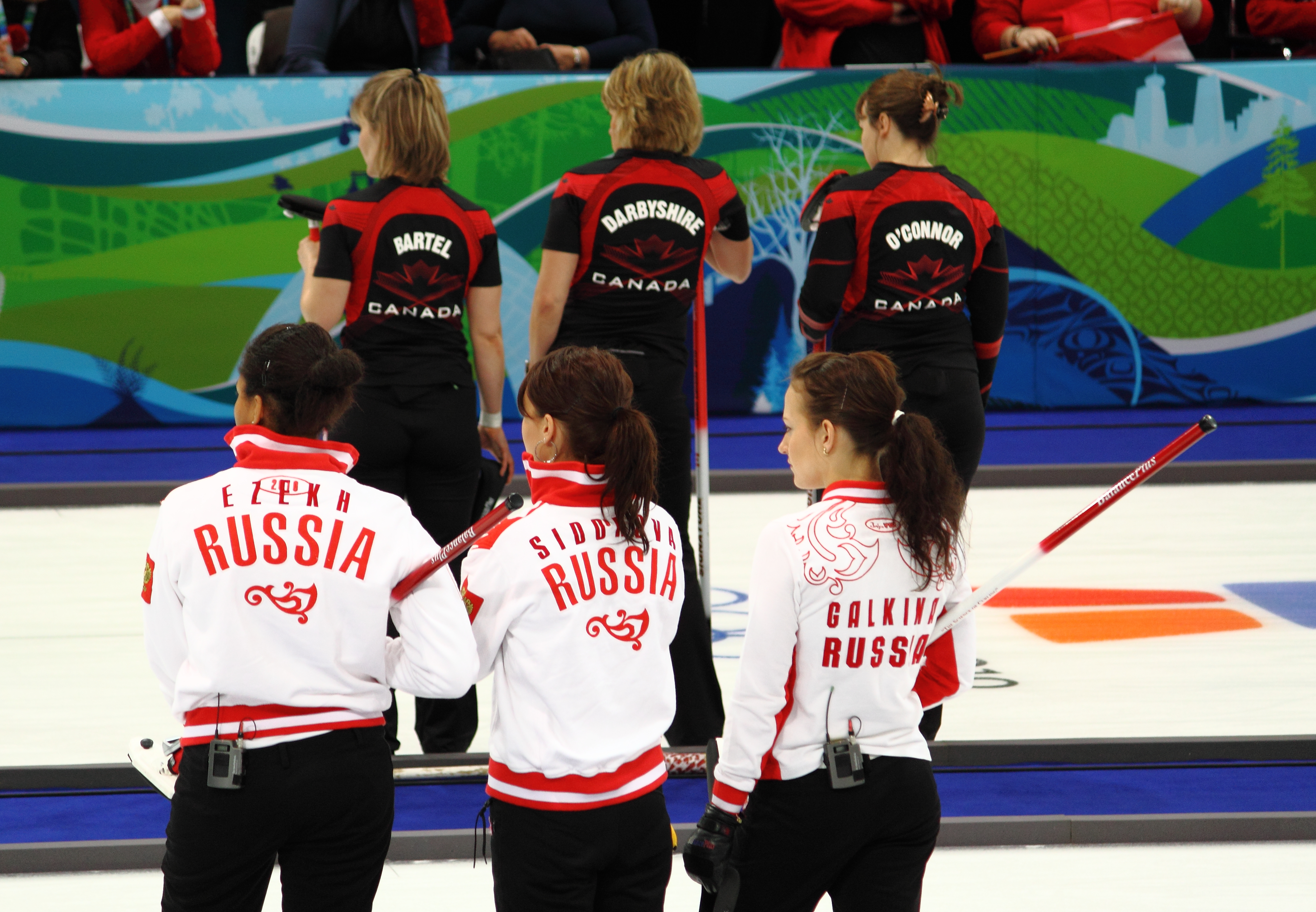
Equipes femininas do Canadá e da Rússia antes de uma partida nos Jogos Olímpicos de Inverno de 2010.

As regras de competição também foram determinadas pela Federação Mundial de Curling e sofreram revisão em junho de 2010.
Uma partida deve começar com duas equipes de quatro jogadores, que devem estar identificados junto à WCF no mínimo 14 dias antes do início do campeonato. No Congresso Técnico de cada campeonato, as equipes devem entregar à organização uma lista com os nomes do capitão, do vice-capitão, do reserva, do técnico (e do tradutor, se necessário) e a ordem de lançamento que será seguida. Antes de cada partida, a equipe entrega ao árbitro principal uma nova relação, confirmando a ordem original ou informando alguma alteração. A equipe que vai lançar as pedras de cor clara deve usar uniformes de cor clara, e a que for lançar as pedras de cor escura deve vestir uniformes escuros (o vermelho é expressamente considerado uma cor escura). As camisas e jaquetas devem conter o sobrenome do jogador (e a inicial do nome, se houver outro jogador da mesma equipe com o mesmo sobrenome) e podem conter emblemas da federação nacional e patrocínio, a depender da regulamentação específica do torneio.
Antes de cada partida, as equipes têm direito a um período de aquecimento, com duração determinada no Congresso Técnico e na ordem definida pela organização. Em jogos com dez ends programados, ao menos seis devem ser disputados nas partidas da primeira fase de um campeonato e ao menos oito nas partidas das fases eliminatórias. Em partidas de oito ends, no mínimo seis devem ser disputados, independentemente da fase do torneio. Cada equipe recebe, no início da partida, 73 minutos para jogar os dez ends. Se um end extra for necessário, ambos os relógios são zerados e cada equipe recebe oito minutos. O relógio da primeira equipe a lançar é acionado pela primeira vez quando a pedra lançada ultrapassa a tee line da extremidade da pista usada para o lançamento, e continua acionado até que: (i) todas as pedras da outra extremidade parem ou ultrapassem a back line; (ii) todas as pedras movidas devido a violações de regras sejam repostas; e (iii) todos os jogadores (o lançador, os varredores e o jogador que está na casa) liberem a pista para a equipe adversária. Apenas após as três condições terem sido satisfeitas o relógio da equipe lançadora é parado e o da outra equipe é acionado, colocando-a na posição de lançadora. Os dois relógios devem ser parados ao final de cada end, momento no qual as duas equipes devem concordar sobre a pontuação. Segue-se um intervalo que pode ter duração determinada no Congresso Técnico mas que, em geral, dura um minuto entre cada end e cinco minutos ao final do end que representa o fim da primeira metade da partida. As equipes devem lançar todas as suas pedras dentro do tempo concedido, sob pena de serem automaticamente desclassificadas. Se uma pedra ultrapassa a tee line da extremidade de lançamento antes de o tempo expirar, é considerada pedra em jogo.

Na fase de todos-contra-todos, ao final do período de aquecimento as equipes jogam o Last Stone Draw (LSD), método usado para definir qual equipe começa jogando. Um jogador lança uma pedra (com varrição permitida) até a outra extremidade da pista. Todas as pedras na casa são medidas. A equipe com o menor valor medido (menor LSD) escolhe lançar primeiro ou segundo no primeiro end. Se nenhuma equipe conseguir colocar uma pedra na casa, a ordem é definida por sorteio, usando uma moeda. Nas fases eliminatórias, a escolha da ordem de lançamento é da equipe de melhor campanha. Se as campanhas forem iguais, a equipe que venceu a partida entre as duas na primeira fase escolhe a ordem. Durante a partida, os jogadores não podem se comunicar de nenhuma forma com o técnico ou com o reserva, podendo fazê-lo apenas durante os tempos técnicos e no intervalo entre o último end programado e o end extra. Cada equipe tem direito a um pedido de tempo técnico durante o jogo e um pedido para cada end extra necessário. Todos os pedidos duram um minuto, que começa a ser contado no momento em que o técnico se aproxima dos jogadores.
A classificação da fase de todos-contra-todos é feita pelo número de vitórias de cada equipe. Se duas ou mais equipes empatarem de modo a existirem mais equipes que o total de vagas (por exemplo, duas equipes empatam em quarto lugar num torneio em que quatro equipes avançam à segunda fase), nenhuma equipe será eliminada a menos que perca um jogo extra (tie-break game). Entre as outras equipes (não envolvidas na definição de vagas para a fase seguinte), os seguintes critérios são usados para completar a ordem de classificação: (i) número de vitórias; (ii) no caso de duas equipes, fica à frente aquela que venceu a partida entre as duas; (iii) no caso de três ou mais, os resultados dos jogos entre os empatados são considerados; (iv) em último caso, leva-se em conta o Draw Shot Challenge (DSC), valor determinado pela soma do Last Stone Draw de cada partida (exceto o pior), ficando a equipe com menor DSC à frente.
Em cada competição organizada pela WCF deve haver um árbitro principal e um ou mais árbitros subchefes, que devem zelar pelo cumprimento das regras em todas as partidas, solucionando disputas entre as equipes e intervindo para dar instruções sobre posicionamento de pedras, conduta de jogadores e condução da partida, quando considerar necessário, podendo inclusive expulsar um jogador ou membro de comissão técnica, de acordo com seu comportamento ou linguajar.

## Sistema de pontuação

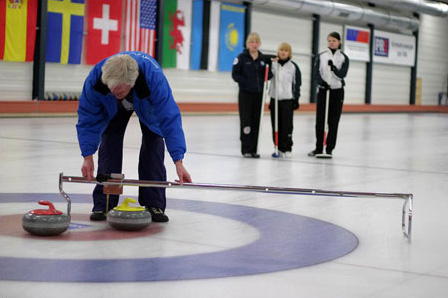
Árbitro mede a posição das pedras ao final de um end.

O resultado de uma partida é decidido pelo total de pontos de cada equipe ao final dos ends programados, quando um time desiste e concede a vitória ao outro (por considerar difícil atingir o total de pontos já conseguido pelo adversário) ou quando uma equipe é matematicamente eliminada. Se, ao final dos ends programados, as duas equipes estiverem empatadas, são jogados ends extras até que uma das equipes pontue. O placar de um end é decidido de comum acordo entre os capitães e/ou vice-capitães das duas equipes. Um time faz um ponto para cada pedra localizada mais próxima ao tee que qualquer uma das pedras adversárias. A medida da posição das pedras deve ser feita apenas a olho nu, mas, se duas ou mais estiverem visualmente à mesma distância do tee (impossibilitando determinar a olho nu qual a mais próxima), um instrumento de medição é utilizado, aferindo a distância do tee até a parte mais próxima de cada pedra. Na hipótese de uma decisão não poder ser tomada nem a olho nu nem com o uso do equipamento, as duas pedras são consideradas iguais. Neste caso, se aquelas forem as pedras mais próximas do tee, o end é considerado em branco, e se a medição fosse usada para definir pontos adicionais, apenas as pedras mais próximas são consideradas.
Uma equipe pode desistir de um jogo, concedendo a vitória ao adversário. Se isto acontece antes do fim de um end, o placar é determinado naquele momento (como se o end tivesse sido encerrado), exceto quando uma equipe é matematicamente eliminada (caso em que os pontos não são contados, sendo adicionado ao placar um X).
Apesar de a dinâmica da pontuação ser uma só, há duas formas de apresentá-la num placar. A forma usada internacionalmente pela Federação Mundial de Curling traz os resultados dos ends em forma de tabela simples, com o número dos ends no cabeçalho e o placar de cada equipe nas linhas abaixo. É uma maneira mais direta de ver o andamento de uma partida. O outro tipo de marcação é mais usado em clubes, e mostra em cada linha o end em que uma equipe alcançou determinada pontuação. Como exemplo, eis o resultado da final do torneio masculino de curling nos Jogos Olímpicos de Inverno de 2010 nos dois formatos:
| Equipes     | 1 | 2 | 3 | 4 | 5 | 6 | 7 | 8 | 9 | 10 | Final |
| ----------- | - | - | - | - | - | - | - | - | - | -- | ----- |
| CAN Canadá  | 0 | 1 | 0 | 1 | 1 | 0 | 2 | 0 | 1 | X  | 6     |
| NOR Noruega | 0 | 0 | 0 | 0 | 0 | 2 | 0 | 1 | 0 | X  | 3     |

| CAN Canadá  | 2 | 4 | 5 |   | 7 | 9 |   |   |   |    |    |    |    |    |    | 1  |
| Pontos      | 1 | 2 | 3 | 4 | 5 | 6 | 7 | 8 | 9 | 10 | 11 | 12 | 13 | 14 | 15 | EB |
| NOR Noruega |   | 6 | 8 |   |   |   |   |   |   |    |    |    |    |    |    | 3  |

No formato clubístico, a marcação é feita pelos ends em que cada equipe chegou à determinada soma de pontos. No exemplo, a equipe canadense fez um ponto no segundo end (por isso a marcação "2" na coluna de "1 ponto"), mais um no quarto (chegando a 2 pontos, por isso a marcação "4" na coluna de "2 pontos") e assim por diante. A equipe norueguesa, por sua vez, fez dois pontos no sexto end (daí a marcação "6" na coluna de "2 pontos"). Os ends em que nenhuma equipe pontua (ends em branco) são assinalados em separado. Neste sistema é mais fácil identificar grandes pontuações em um único end (pela distância entre as marcações na linha de cada equipe), mas o placar final não é observado de forma direta. Em outro exemplo, estes são os resultados do terceiro jogo do Desafio Brasil-Estados Unidos de Curling de 2010, realizado em janeiro na cidade de Grafton, Dakota do Norte:
| Equipes        | 1 | 2 | 3 | 4 | 5 | 6 | 7 | 8 | 9 | 10 | Final |
| -------------- | - | - | - | - | - | - | - | - | - | -- | ----- |
| Estados Unidos | 1 | 2 | 0 | 3 | 0 | 2 | X | X | X | X  | 8     |
| Brasil         | 0 | 0 | 1 | 0 | 1 | 0 | X | X | X | X  | 2     |

| Estados Unidos | 1 |   | 2 |   |   | 4 |   | 6 |   |    |    |    |    |    |    |    |
| Pontos         | 1 | 2 | 3 | 4 | 5 | 6 | 7 | 8 | 9 | 10 | 11 | 12 | 13 | 14 | 15 | EB |
| Brasil         | 3 | 5 |   |   |   |   |   |   |   |    |    |    |    |    |    |    |

## Principais equipes
Apesar de ser um esporte coletivo, o curling não possui o conceito de "equipe" do futebol e do voleibol, por exemplo, em que um técnico convoca os melhores jogadores dos clubes para representar o país. As equipes são formadas dentro dos clubes e jogam juntas sempre, em todos os níveis de competição. Os países são representados em campeonatos internacionais pelas equipes campeãs das seletivas nacionais.
O Canadá e a Escócia são os países mais bem sucedidos em Campeonatos Mundiais e os que têm algumas das equipes mais conhecidas na atualidade. As equipes de Kevin Koe e Jennifer Jones, respectivamente campeão e terceira colocada no Campeonato Mundial de 2010, lideram os rankings canadenses no início da temporada 2013-14; Eve Muirhead liderou a equipe escocesa no Mundial e a britânica nos Jogos Olímpicos (embora cada nação constituinte do Reino Unido possua federação de curling própria, em Jogos Olímpicos apenas a Grã-Bretanha compete). Também se destacam equipes da Suécia, da Suíça e da Noruega.

## Principais campeonatos
Os principais torneios de curling disputados atualmente são:
- Campeonato Mundial: desde 1959 ocorre a versão masculina e desde 1979 a feminina. Doze equipes participam da disputa, dividida em duas fases (todos-contra-todos e eliminatórias). Nos três campeonatos anteriores a uma edição de Jogos Olímpicos de Inverno, os países recebem pontos que determinam as equipes classificadas para o torneio olímpico.
- Campeonato Europeu: serve de seletiva para o Mundial, classificando sete equipes (oito se o Mundial for realizado fora da Europa).
- Jogos Olímpicos de Inverno: participam dos torneios masculino e feminino o país anfitrião e as nove equipes com mais pontos nos três Mundiais anteriores. O sistema de disputa é o mesmo do Mundial.
- Mundial em cadeira de rodas: do torneio disputado por equipes mistas participam o país anfitrião, as sete melhores equipes do campeonato anterior e as duas melhores de uma seletiva mundial. Os países recebem pontos que servem de classificatória para os Jogos Paralímpicos.
- Jogos Paralímpicos de Inverno: participam do torneio de equipes mistas o país anfitrião e as onze equipes com mais pontos nos três Mundiais anteriores. O sistema de disputa é o mesmo do Mundial.

## Variantes

### Duplas mistas

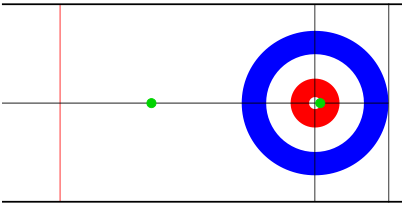
Esquema da casa no jogo de duplas mistas, com destaque para as posições A e B (pequenos círculos verdes à esquerda e à direita, respectivamente).

Nesta variante, cada equipe é composta por um homem e uma mulher e jogadores reservas não são permitidos. Uma equipe que não possa contar com atletas de ambos os gêneros é automaticamente eliminada do jogo. O sistema de pontuação é idêntico ao curling regular. Cada jogo tem duração de oito ends, e cada equipe recebe 46 minutos para jogar. Se um end extra for necessário, os relógios são zerados e cada equipe recebe sete minutos.
Cada equipe deve lançar cinco pedras por end, sendo que a primeira e a quinta devem ser lançadas por um jogador e a segunda, a terceira e a quarta pelo outro jogador, não sendo obrigatória a manutenção da ordem de lançamento durante o jogo. Antes do início de cada end, as duas equipes devem posicionar uma pedra extra. Há duas posições possíveis, uma entre a casa e a hog line (posição A) e outra na parte de trás da casa (posição B). A preferência no momento de decidir é da equipe que não pontuou no end anterior ou, no caso do primeiro end, da equipe com menor Last Stone Draw. A equipe que colocou sua pedra na posição A lança a primeira pedra do end. As pedras "posicionadas" contam como pedras normais do jogo, podendo também ser usadas na contagem de pontos ao final do end. Após o lançamento da uma pedra, um ou mesmo ambos os jogadores podem varrer a pedra lançada, bem como qualquer outra posta em movimento.

### Curling em cadeira de rodas

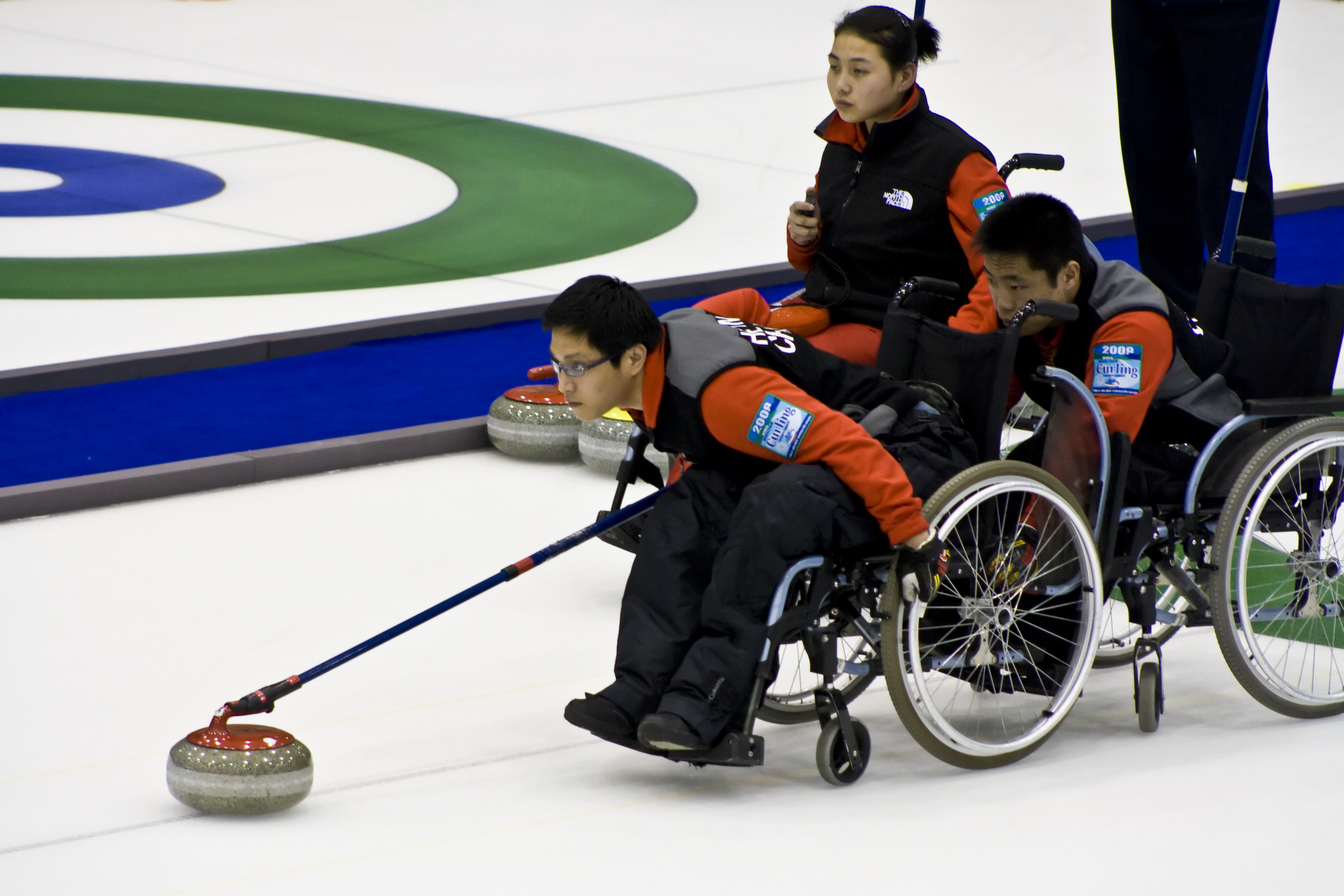
Jogador da China faz um lançamento durante o Mundial de 2009.

A primeira competição de curling em cadeira de rodas foi realizada em 2000 na Suíça, com participação de duas equipes do país anfitrião e uma da Suécia. Junto com a competição foi realizado um seminário para discutir as regras. Apesar de ter sido levantada a possibilidade de o esporte ser praticado em uma pista menor e com pedras da categoria júnior, ficou definido que a disputa seria tão próxima da modalidade regular quanto possível. Em 2001 foi realizado o primeiro torneio internacional oficial, um evento teste para o Campeonato Mundial, que ocorreria pela primeira vez em 2002. Neste mesmo ano o Comitê Paralímpico Internacional reconheceu o curling como esporte paralímpico para equipes mistas, e o comitê organizador dos Jogos Paralímpicos de Inverno de 2006, em Turim, Itália, aceitou a inclusão do esporte no programa do evento. O curling em cadeira de rodas é aberto a qualquer indivíduo com dificuldade de locomoção, incluindo paraplegia, lesão da medula espinhal, paralisia cerebral, esclerose múltipla e amputação de pernas. Cada equipe deve possuir ao menos um integrante de cada gênero.
No jogo de curling em cadeira de rodas, o lançador deve estar numa cadeira parada ao fazer o lançamento. Durante o movimento, os pés do lançador não podem estar em contato com o gelo, mas as rodas da cadeira devem tocá-lo. O lançamento pode ser feito diretamente com a mão ou com a ajuda de um suporte extensor. Diferentemente da modalidade regular, a varrição não é permitida. Cada jogo tem duração de oito ends, e cada equipe recebe 68 minutos para jogar. Se um end extra for necessário, os relógios são zerados e cada equipe recebe nove minutos.

## Doping
O curling é um esporte com poucos casos de doping registrados. A primeira punição por desrespeito às regras antidoping ocorreu em 2005, quando o americano Mitchell Marks se recusou a fazer um teste fora de competição e foi banido por dois anos. No mesmo ano, o canadense Joe Frans recebeu a mesma punição após um teste de urina feito durante o Campeonato Nacional Masculino do Canadá ter dado positivo para cocaína, substância que Frans negou ter utilizado.
Em 2009, Martina Tichatschke, que seria a reserva da equipe alemã no Mundial Feminino, não compareceu a dois testes aleatórios da agência antidoping alemã e foi suspensa por três meses. O primeiro caso de doping no curling em cadeira de rodas ocorreu durante os Jogos Paralímpicos de Inverno de 2010, quando Glenn Ikonen, membro da equipe sueca medalhista de bronze na competição, foi suspenso por dois anos. Ikonen não sabia que remédios usados para controlar a pressão arterial continham substâncias proibidas.

## Curling no Brasil
A Confederação Brasileira de Desportos no Gelo (CBDG) filiou-se à Federação Mundial de Curling em 1998, mas só estreou em uma competição oficial onze anos mais tarde, no Desafio Brasil-Estados Unidos de Curling de 2009, realizado em Bismarck, Dakota do Norte. Os quatro jogadores brasileiros são integrantes da Universidade de Sherbrooke, no Canadá, e começaram a praticar o esporte em 2007. A situação inusitada, uma vez que o Brasil não tem tradição em esportes de inverno, rendeu uma matéria no The New York Times, um dos jornais de maior circulação nos Estados Unidos.
No desafio de 2009, a equipe brasileira perdeu as três partidas e, por isso, não se classificou para o Campeonato Mundial daquele ano. Em 2010 o país desafiou novamente os Estados Unidos, sendo mais uma vez derrotado em três confrontos.
Em fevereiro de 2010, o Comitê Paralímpico Brasileiro e a CBDG anunciaram um projeto de desenvolver o curling em cadeira de rodas no Brasil. Uma das cidades candidatas a receber a primeira pista do esporte no país é Campos do Jordão, para a qual há um plano de construção de um centro de esportes de inverno.

## Curling na cultura popular
- No filme Help! (1965), o segundo protagonizado pelos Beatles, o grupo é visto praticando curling nos Alpes austríacos.[36]
- Men With Brooms (2002), comédia romântica canadense, tem o curling como centro da história, na qual um ex-jogador retorna à sua cidade natal e decide recriar uma equipe desfeita anos antes, com o objetivo de vencer o fictício torneio Golden Broom.[37]
- Na vigésima primeira temporada da série de animação The Simpsons, o episódio Boy Meets Curl traz Homer e Marge Simpson formando uma equipe mista e se classificando para os Jogos Olímpicos de Inverno de 2010.[38]

## Glossário
Além dos termos já citados, a lista abaixo apresenta algumas das expressões usadas frequentemente no esporte:
- Bonspiel: um torneio ou competição de curling.
- Botão: o menor círculo da casa, com 6 polegadas de raio.
- Freeze: tipo de draw em que a pedra para "congelada" a outra, sem movê-la.
- Hit and Roll: pedra que retira uma adversária do jogo e continua girando até parar em outra posição.
- Hurry!: comando que instrui os varredores a varrer mais forte (apesar de ser um comando em inglês, algumas equipes que falam outros idiomas costumam usá-lo sem traduzir).
- Martelo: privilégio de jogar a última pedra do end.
- Pebble: gotículas de água lançadas na pista antes de um jogo. Elas congelam e tornam a superfície mais lisa, reduzindo o atrito com a pedra.
- Pedra queimada: uma pedra tocada por um jogador ou por seu equipamento.
- Raise takeout: tipo de takeout em que a pedra lançada bate em outra e esta, ao entrar em movimento, retira uma pedra adversária.
- Swingy Ice: condição do gelo em que as pedras giram excessivamente.
- Takeout duplo: retirada simultânea de duas pedras adversárias (também podem existir takeouts de mais pedras, chamados triplos, quádruplos etc.)